# Adolf Zogbaum
Gustav Adolf Zogbaum (* 26. Januar 1883 in Camphausen, Saarbrücken; † 29. Oktober 1950 in Bad Salzig) war ein deutscher Landschaftsmaler und Grafiker.

## Leben und Wirken
Zogbaum besuchte die Oberrealschule in Saarbrücken; um 1900 unternahm er erste Versuche in der Malerei. Seine Ausbildung absolvierte er an der Kunstakademie Düsseldorf bei Adolf Maennchen, Peter Janssen dem Älteren und Willy Spatz. Anschließend arbeitete er als Zeichenlehrer an Höheren Schulen in Koblenz und an der Lehrerbildungsanstalt in Boppard. In den 1920er Jahren wurden Ölgemälde und 70 grafische Arbeiten Zogbaums in Koblenz ausgestellt. Zuletzt lebte er in Bad Salzig. Bilder von Zogbaum sind in Koblenz in der Hilda-Schule (Arbeiter im Weinberg) und in der Stadthalle (Herbstabend in der Eifel) ausgestellt. Die Motive seiner Landschaftsbilder fand er in der Eifel und im Mittelrheintal.